# 亚洲浆纸
亚洲浆纸 (英語：Asia Pulp & Paper)是一家印度尼西亚纸品公司，全球性的漿紙生產廠商之一。亚洲浆纸总部位于印度尼西亚雅加达， 隶属于金光集团。
早期擁有印尼泗水一家小型化工廠，目前有印尼與中國兩個總部。

## 历史
1972年由黄奕聪创建，1978年纸品生产量是12,000吨/每年。
1992年，進入中國大陸市場。
1996年，於蘇州工業園區成立家庭用紙事業部總部，佔地114公頃，年產量35萬公噸。
1997年，亞洲漿紙在台灣成立「亞細亞國際紙業」，主要營業項目為印刷書寫用紙、工業包裝用紙、特殊用紙 、生活紙製品。公司位於新北市五股區五工五路12號。旗下品牌包括IK PLUS、PAPERLINE、PAPERON、Stickiii、enlivo、INSPIRA等。
2009年，亞洲漿紙在台灣成立「金盛世紙業」，主要營業項目為家庭用紙品。總公司位於台北市大安區敦化南路，於台北、台中、高雄均設有營業所。其產品原委外代工生產製造。2013年於桃園及高雄自行設立生產廠。金盛世紙業在台灣旗下衛生紙品牌有：倍潔雅（PASEO）、唯潔雅（VIRJOY）、優活（LiVi）。
2022年，臺灣統一超商並委託金盛世協助製造旗下冠名衛生紙。除此之外臺灣全家便利超商亦委託金盛世亦製造衛生紙，超商二哥透由低價換取環境正義。

## 在中國的發展
亞洲漿紙在中國旗下的子公司有金東紙業、金紅葉紙業、金華盛、金鑫紙業、寧波中華、亞龍紙製品、鎮江大東等。旗下品牌包括：清風（隸屬於金紅葉紙業）、唯潔雅、幸運鳥、真真、鱷魚微笑等生活用紙品牌；以及CANARY、長鶴、大眼妹、東帆、漢威、紅鋼炮、紅旗艦、黃金搭檔、尖兵、金彩蝶、金環、金旗艦、金球、經濟紅鋼炮、科美、藍旗艦、藍蝸牛、立可得、綠鋼炮、旗艦、神盾、太空人、太空梭、萬仕龍、小鋼炮、新世紀等辦公用紙。
金海是中國最大的製漿企業；亞龍是中國最大的紙製品加工企業。目前，APP在中國擁有20多家全資和控股漿紙企業，並擁有30餘家林場，總資產770億人民幣，年加工生產能力約700萬噸，2008年在華銷售額超過358億元，擁有全職員工3.2萬餘名。